# Soles (Chypre)
Pour les articles homonymes, voir Soles.
Soles (en latin Soli ; en grec : Σόλοι, Soloi) est une cité grecque de Chypre. Ses ruines sont situées au fond de la baie de Morphou (sous contrôle de la République turque auto-proclamée du Nord de Chypre, qui n'est pas reconnue par les États membres de l'ONU, sauf par la Turquie), près du village de Potamos tou Kampou (en turc : Yedidalga).

## Histoire

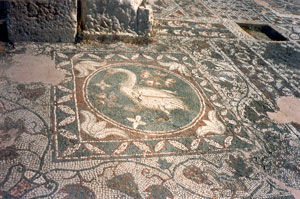
Soles : mosaïque de la basilique représentant un cygne (époque romaine).

L'origine de la cité n'est pas connue avec certitude. D'après la tradition rapportée par Plutarque, Soles aurait succédé à une ville plus ancienne nommée Aïpéia, et qui avait été fondée par Démophon, fils de Thésée. Son nom de Soles lui aurait été donné par le roi Philocypre au VIe siècle en l'honneur du législateur athénien Solon (vers -640 — vers -558), qui l'avait convaincu de déplacer sa capitale, située sur un rocher, dans un lieu plus prospice à son développement. La ville fournit plusieurs compagnons d'Alexandre le Grand, puis fut incorporée au royaume des Ptolémées. Son dernier roi est Eunostos de Soles, qui épouse Irène, fille de Ptolémée Sôter et de la célèbre hétaïre Thaïs.
On a retrouvé le nom de Soloi sur l'inscription du roi assyrien Assarhaddon listant les dix cités-royaumes de Chypre. Cette inscription, datée de 673-672, est donc antérieure à Solon. En 1972, des fouilles ont mis au jour des traces d'occupation du site dès le XIe siècle av. J.-C., ce qui a poussé V. Karageorghis à associer la fondation de la ville à la seconde vague d'invasion achéenne à Chypre, survenue vers 1050 av. J.-C.
En -498, Soles participe à la révolte contre les Perses dans le cadre de la révolte de l'Ionie, mais elle assiégée et prise après un siège de cinq mois, puis détruite.
Après l'annexion romaine (-58), ses mines de cuivre lui assurent une certaine prospérité. C'est sous le règne des Antonins et des Sévères que la ville connait sa plus grande extension. Soles de Chypre devint un siège épiscopal probablement au IVe siècle. Par la suite, l'abandon de la mine et l'ensablement du port provoquèrent le déclin de la ville, et elle ne se relève pas des suites des raids arabes des années 647-649. Au XVIe siècle, Lusignan ne la décrit plus que comme bourgade connue sous le nom de Casal Solia.

## Personnalités liées
- Cléarque de Soles, philosophe péripatéticien du IVe siècle av. J.-C.